# オーストリア経済振興会社

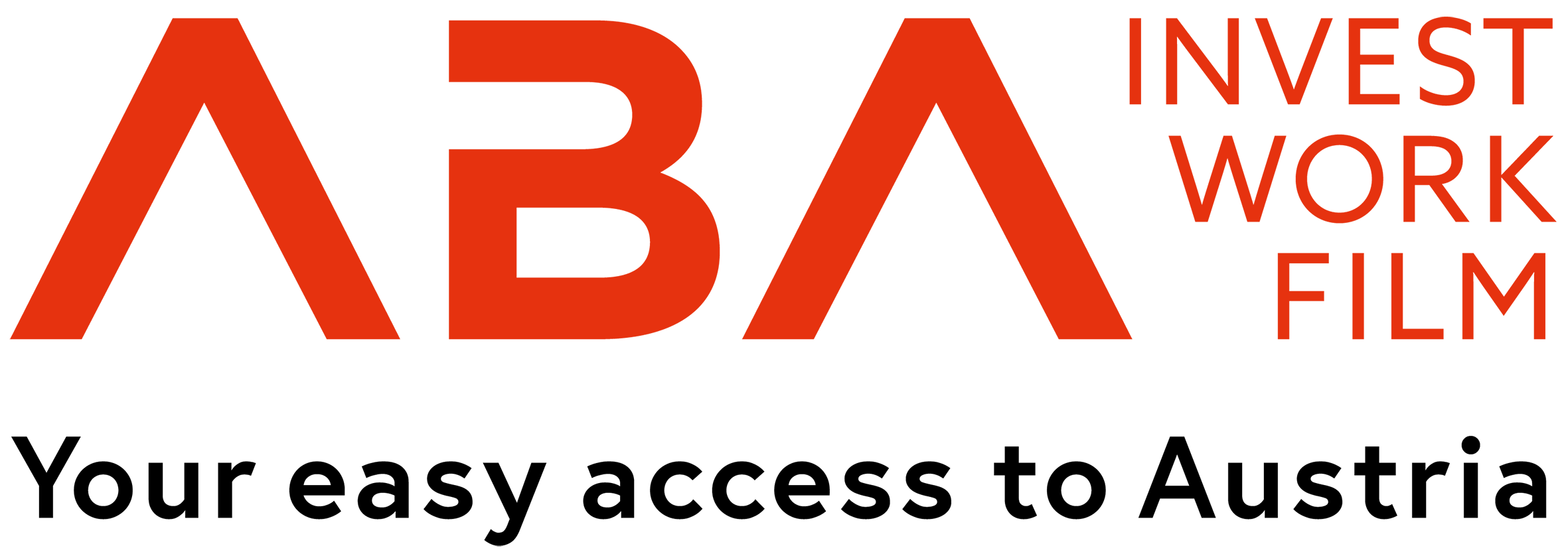
オーストリア経済振興会社のロゴ

オーストリア経済振興会社(ABA)は、正式名称をÖsterreichische Industrieansiedlungs- und WirtschaftswerbungsgmbH (ABA-Invest in Austria) と言い、オーストリア共和国の企業誘致機関である。 同機関は、オーストリアに支社の設立を計画している外国企業の獲得とサービスの提供を主な業務としている。 ABAは経済立地オーストリアに関する情報を提供し、国際投資家が関心とする内容についてアドバイスする。ÖIAG によって1982年ICDオーストリアとして設立されたこの企業誘致機関は、1995年に社名をオーストリア経済振興会社(ABA)に変更した。 2007年創立25周年を機に、ABAはそのコーポレート・デザインを一新し、オーストリア経済振興会社に代わって、ABA-Invest in Austriaを表記名として使用するようになり、会社の趣旨が一層明確になった。現在、ABA-Invest in Austriaには、25名の職員が従事している。
ABAは、ソニー、インフィネオン、イケア、松下電器工業、ハチソン携帯電話事業（Hutchison Mobilfunk）、ホルメス・プレイス（Holmes Place）、スターバックスなど一連の一流国際企業のオーストリア進出を手助けしてきた。
ABAの下部組織である「ロケーション・オーストリア」Location Austria は、1997年よりオーストリア経済サービスAustria Wirtschaftsservice GmbH (aws) と共同で、オーストリアを映画制作用ロケ地として宣伝し、補助金制度「映画製作用ロケ地オーストリア（FISA）」を管理運営している。 FISAは、科学研究経済省の発案で設置され、オーストリアにおける助成対象制作費の25%を返還不要な助成金として支給し、当地での映画製作を奨励している。

## 役割およびサービス業務
直接投資家の獲得にあたり、オーストリアは世界の国々と競合関係にある。 同機関は、企業誘致機関として、オーストリアを経済立地として宣伝し、工業国としてのイメージを更に広めていくことを趣旨としている。 オーストリアは、EUの中で番目に豊かな国4でありながら、まだまだ観光文化国としてしか認識されていない。
ABAは、無償で外国企業のオーストリアにおける企業設立をサポートしている。 投資家は、経済立地オーストリアに関する、また政治・経済・法規上の枠組み条件に関する情報を得ることができる。 さらにサービス業務として、オーストリア国内で必要なすべてのコンタクトを取り、立地探しの際にアドバイスを行い、企業にとって重要なコスト(例えば、賃金、インフラ・コストなど)、税務上の観点、また特定業種の国内状況など種々の情報を提供する。 加えて、後日の拡張投資についても、その窓口として相談に応じている。

## 国際直接投資
2018年においてABAは355社の国際企業を誘致、記録を更新した。総投資額は7億3,448万ユーロ、2,888件の新規雇用を生み出した。 従来より繋がりの深いドイツからは108社が進出、 昨年において、ドイツはABAプロジェクトの約3分の1を担っている。スイスはイタリア（28社）を追い抜き、新たに36社を設立した。イギリスからは14社が進出し、前年（7社）の2倍を記録した。
中東欧（CEE）と南東欧（SEE）の企業の関心も途切れることはなく、2018年にはABAの新規企業進出の約4分の1を占める88社を達成している。達成数はトップよりハンガリー（17社）、スロベニア（14社）、ロシア（10社）、スロバキア（8社）の順である。
進出企業のうち32社は研究開発の拠点としてオーストリアに投資を行っており、うち29社は製造企業が占めている。最も代表的な産業分野はIT/テレコム/ソフトウェア（56）、ビジネスサービス（55）である。2018年には外国のスタートアップ企業22社が拠点を開設している。
連邦州ランキング　-　ウィーン、ニーダーエスターライヒ、ザルツブルク
2018年には182社を数える多くの国際企業がウィーンに拠点を置いた（2017年：157社）。ウィーンに次いで最も力のある州として、ニーダーエスターライヒ州には32社（2017年：29社）、ザルツブルク州には30社（2017年：42社）の拠点が開設された。シュタイアーマルク州には29社（2017年：26社）、ケルンテン州には22社（2017年：27社）が進出。続いてチロル州には18社（2017年：26社）、フォアアールベルク州16社（2017年：7社）。オーバーエスターライヒ州は15社（2017年：23社）、ブルゲンラント州は6社（前年：5社）を誘致した。また、5企業は複数の州に拠点を構えている。
| 年 | 2006 | 2007 | 2008 | 2009 | 2010 | 2011 | 2012 | 2013 | 2014 | 2015 | 2016 | 2017 | 2018 | - | 企業数 | 152 | 201 | 256 | 158 | 198 | 183 | 201 | 228 | 276 | 297 | 319 | 344 | 355 |